# Cohortes urbanae

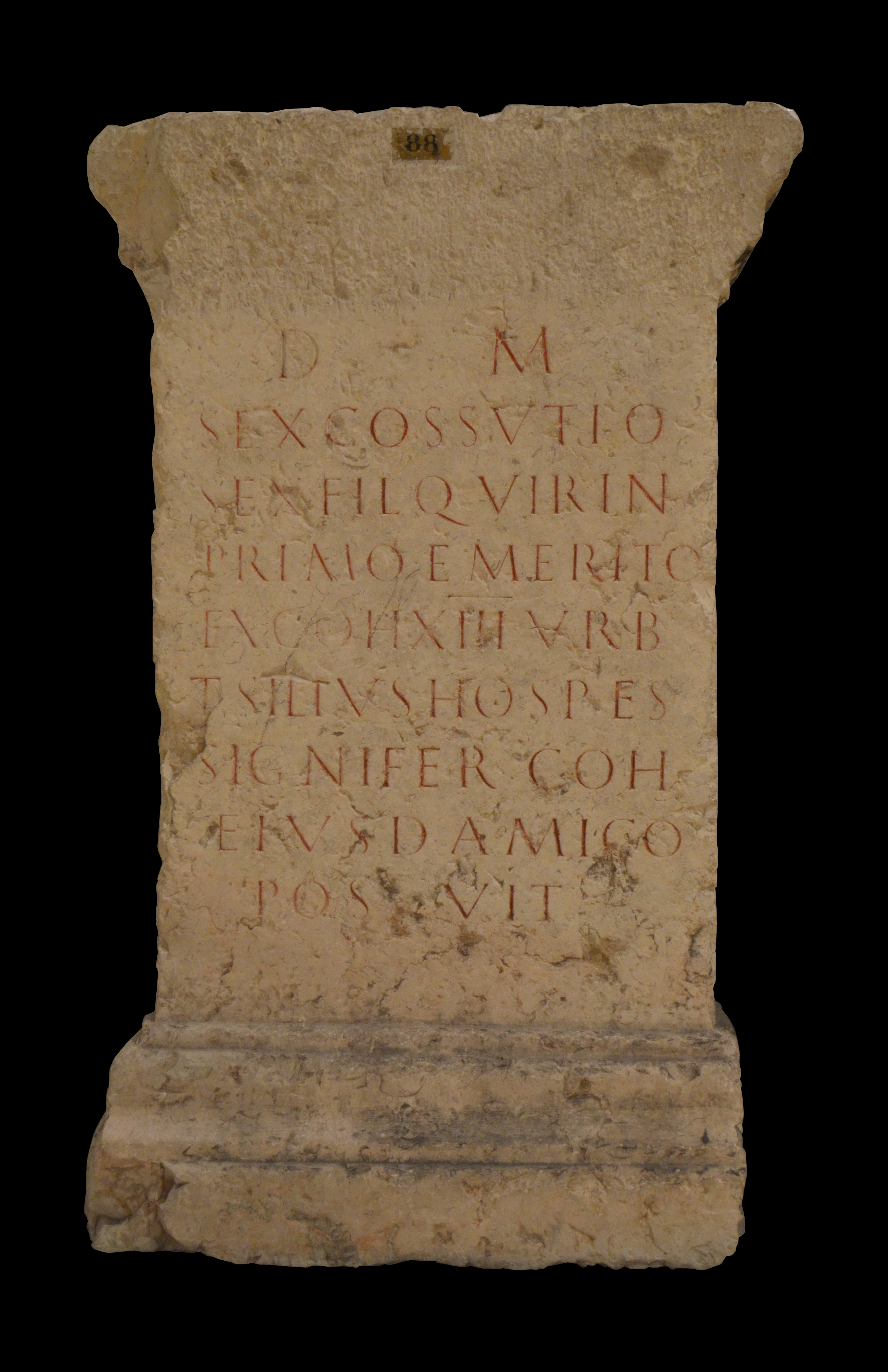
Nagrobek Sekstusa Cossutiusza Primusa, weterana Cohortis XIII Urbanae, wystawiony przez jego przyjaciela, Tytusa Siliusa Hospesa. Obecnie w muzeum w Fourvière w Lyonie.

Cohortes urbanae (l.p. Cohors urbana; łac. kohorty miejskie) – w starożytnym Rzymie zbrojna formacja policyjna dbająca o bezpieczeństwo najważniejszych miast. Kohorty miejskie stacjonowały przede wszystkim w samym Rzymie, ale także w Puteoli, Ostii, Carthago i Lugdunum. Wszystkimi jednostkami na danym terenie dowodził z urzędu prefekt miejski.

## Historia

### Początki służb policyjnych Rzymu
Niewiele wiadomo na temat początków służb policyjnych Rzymu. Temat ten jest rzadko opisywany przez autorów antycznych, o wiele częściej pojawiają się wzmianki o służących w odległych zakątkach państwa legionistach czy cieszących się prestiżem członkach gwardii pretorskiej. Wiadomo, że za utrzymanie porządku w mieście w czasach królestwa odpowiadali liktorzy i viatores, a w czasach zamieszek lub wojen wspomagali ich żołnierze regularnej armii.
Dopiero w czasach republikańskich powstały wyspecjalizowane służby zajmujące się ochroną porządku w mieście. Po zakazaniu przez senat w 186 p.n.e. Bachanaliów, konsule polecili edylom kurulnym pojmanie wszystkich kapłanów, a edylom plebejskim uniemożliwienie potajemnych obchodów zakazanego święta. Z kolei triumviri capitales i Quinqueviri uls cis Tiberim mieli wystawić warty nocne w całym mieście. Choć nie jest to poświadczone w źródłach starożytnych, autorzy współcześni zakładają, że wartownicy stanowili stałą służbę policyjną i rekrutowali się przede wszystkim spośród należących do państwa niewolników.

### PowstanieCohortes urbanae
Formacja powstała za czasów Oktawiana Augusta, częściowo z zamiarem zrównoważenia ogromnych sił (i wpływów) pretorian stacjonujących w Rzymie. Faktycznie kilkukrotnie między wspierającymi różne strony konfliktów politycznych oddziałami pretorskimi i miejskimi dochodziło do walk. Podczas zamieszania po zamordowaniu Kaliguli i obwołaniu cesarzem Klaudiusza przejście kohort miejskich na stronę tego ostatniego zadecydowało o jego zwycięstwie i ustąpieniu senatu. Mimo znaczenia politycznego główną rolą było jednak chronienie Rzymu i przeciwstawianie się rozmaitym gangom i bandom, kontrola tłumu w wypadku tumultu, oraz patrolowanie ulic miasta.
Pierwotnie formacja składała się z trzech kohort, za czasów dynastii klaudyjskiej ich liczbę zwiększono do czterech, a ostatecznie być może do pięciu (w tym czasie siły gwardii pretorskiej wzrosły do ośmiu kohort). Kohorty wywodzące się z miasta Rzym, zarówno stacjonujące w nim, jak i przesunięte do innych miast, posiadały numerację zgodną z numeracją kohort pretorskich, od Cohors X Urbana do Cohors XV Urbana. Znany jest jednak także przypadek Cohortis I Flaviae Urbanae stworzonej od podstaw w Lugdunum na bazie grupy legionistów, którzy podczas roku czterech cesarzy wspierali byli Witeliusza w jego walce o panowanie nad imperium rzymskim. Poza Lugdunum, „drugą stolicą cesarstwa”, jednostki kohort miejskich strzegły także m.in. cesarskiego skarbca w Kartaginie.
W rzadkich przypadkach żołnierze cohortes urbanae ruszali na pole bitwy. Wiadomo, że formacja poniosła ciężkie straty podczas wojen domowych i za czasów Wespazjana; w latach 70. I wieku konieczna była jej odbudowa i reorganizacja, prawdopodobnie kierowana przez Mucianusa. Niektórzy autorzy uważają także, że nieobecność Cohortis XIII Urbanae w Rzymie od połowy 85 roku, poświadczona w zachowanych dokumentach, mogła być spowodowana jej wyruszeniem z Domicjanem na wojnę przeciwko Dakom. Żołd żołnierzy z Cohortes urbanae wynosił 500 denarów rocznie. Służba tam była uznawana za zaszczytną i dobrze płatną.
Służba w formacji trwała 20 lat od chwili zaciągnięcia się w szeregi formacji lub, w przypadku przeniesienia z innej jednostki wojskowej, od chwili wstąpienia do legionów czy auxilii. Żołnierzom służącym w kohortach miejskich, podobnie jak tym służącym w auxilii, flocie i gwardii pretorskiej, przysługiwał po zakończeniu służby dyplom wojskowy poświadczający przyznanie im praw obywatelskich i prawa do zawarcia małżeństwa, czasem także z kobietą nie posiadającą praw obywatelskich.